# Euphranta naevifrons
Euphranta naevifrons är en tvåvingeart som beskrevs av Erich Martin Hering 1941. Euphranta naevifrons ingår i släktet Euphranta och familjen borrflugor. Inga underarter finns listade i Catalogue of Life.